# Patrick Jonker
Patrick Jonker (Amsterdam, 25 de maig de 1969) és un ciclista australià d'origen neerlandès, ja retirat, que fou professional entre 1993 i 2004.
El 1992 i 1996 va prendre part als Jocs Olímpics d'Estiu representant Austràlia. Gràcies a tenir avantpassats neerlandesos va poder disputar i guanyar el Campionat dels Països Baixos de contrarellotge (1998), alhora que quedava tercer en el d'Austràlia (2003). La seva principal victòria fou el Tour Down Under de 2004. El 2012 va negar qualsevol implicació en pràctiques de dopatge a l'equip U.S. Postal Service durant la seva etapa a l'equip la temporada 2000 després de l' afer de dopatge de Lance Armstrong. Va afirmar que els set títols del Tour de França que Armstrong va guanyar s'haurien d'anul·lar ja que els controls de dopatge no eren fiables en aquell moment segons la seva opinió.

## Palmarès
- 1991
  - Vencedor d'una etapa de la Milk Race
- 1993
  - Vencedor d'una etapa de la Milk Race
- 1995
  - Vencedor d'una etapa del Tasmania Summer Tour
- 1996
  - Vencedor d'una etapa de la Volta a Catalunya
  - Vencedor d'una etapa de la Geelong Bay Classic Series
- 1997
  - 1r de la Ruta del Sud
- 1998
  -  Campió dels Països Baixos CRI
- 1999
  - 1r al Gran Premi de Valònia
- 2004
  - 1r al Tour Down Under

### Resultats al Tour de França
- 1994. Abandona (17a etapa)
- 1996. 12è de la classificació general
- 1997. 62è de la classificació general
- 1998. 34è de la classificació general
- 1999. 97è de la classificació general

### Resultats al Giro d'Itàlia
- 1995. 44è de la classificació general

### Resultats a la Volta a Espanya
- 1997. 73è de la classificació general